# Právo na zapomnění
Právo na zapomnění či právo být zapomenut je právo být zapomenut v internetovém prostředí, přesněji nebýt na standardní vyhledávací dotaz vyhledán internetovým vyhledávačem. Má sloužit k ochraně osobnosti před stránkami, které mohou ovlivnit pověst osoby. Je uznávané jen v některých zemích. V případě, že internetový vyhledávač výzvě oprávněné osoby vyhoví, informuje o odstranění odkazu i provozovatele webu, na němž se nachází odstraněný článek. To často vede k tomu, že inkriminovaný provozovatel napíše příspěvek o odstranění odkazu i s popisem původně odstraněného obsahu. Jak vyplývá z rozhodnutí britského Information Commissioner's Office (obdoby českého Úřadu pro ochranu osobních údajů), je tato praxe v rozporu se zásadami ochrany soukromí, neboť v daném případě se nejednalo o veřejně činnou osobu, čin se stal v minulosti a byl již zahlazen. Šlo tedy o nepřípustný zásah do osobnostních práv žadatele.

## Úprava v Evropské unii
V Evropské unii vychází toto ze Směrnice Evropského parlamentu a Rady 95/46/ES ze dne 24. října 1995 o ochraně fyzických osob v souvislosti se zpracováním osobních údajů a o volném pohybu těchto údajů, kdy právo na zapomnění je dovozeno z rozsudku Soudního dvora EU ze dne 13. května 2014, ve věci C 131/12 Google Spain SL, Google Inc. proti Agencia Española de Protección de Datos (AEPD), Mario Costeja González. Mario Costeja González se původně domáhal přímo odstranění článku z internetových stránek novin La Vanguardia. Směrnice ovšem připouští jednotlivým členským státům právo přijmout odchylnou úpravu. Španělsko, na rozdíl od České republiky, práva a povinnosti vyplývající z ochrany osobních údajů při jejich zpracování upravuje odlišně. Z tohoto důvodu nebyl Mario Costeja González úspěšný s žalobou přímo proti novinám La Vanguardia a požadoval pouhé odstranění odkazů k tomuto článku.  Právo na zapomnění existovalo tedy v legislativě Evropské unie již od poloviny devadesátých let, v České republice existuje tato úprava od roku 2000. Právo na likvidaci osobních údajů nebylo masivně využíváno, neboť jak upozornila advokátka Hana Gawlasová z kanceláře Kinstellar v rozhovoru pro server Euractiv.cz: „Nemělo to marketingovou podporu, lidé o tom nevěděli.“
Britský komisař pro přístup k informacím Christopher Graham se obavám z omezení svobody projevu vyjádřil dle BBC tak, že „Určitě existují uzavřené případy, kterým by se mělo věnovat méně pozornosti. Právo by je považovalo za promlčené, ale Google nic takového nezná.“  Advokát Jan Varga Českému rozhlasu řekl, že „Je otázka, jestli došlo k neoprávněnému zásahu do osobnostních práv. Zastávám názor, že média mají právo referovat o skutečnostech. Jiná věc je, že informace by měly být dávány relativně objektivním způsobem a ne způsobem, který by byl úmyslně poškozující daného člověka. Tam je asi ta hranice."
Dle vyjádření mediální zástupkyně společnosti Google Daniely Chovancové při posuzování "vyhodnocují zda výsledky obsahují zastaralé nebo nepřesné informace. Zvažujeme, zda je zveřejnění informací ve veřejném zájmu. Například se informace týkají finančních podvodů, zneužití pravomoci nebo zanedbání péče, odsouzení za trestný čin nebo veřejného působení ve státní správě. Náš tým odstraňování výsledků musí každou stránku posuzovat individuálně."
V souvislosti s aplikací tohoto rozsudku se jeví[kdo?] jako problematické zveřejňování totožnosti lidí, kteří o smazání odkazů žádali. Mluvčí Úřadu pro ochranu osobních údajů David Pavlát k tomuto uvedl: „Pokud by [provozovatel stránky] například zveřejňoval informace o tom, které osoby se domáhají odstranění výsledků vyhledávání na jeho stránkách, byl by takový postup zjevně nelegitimní a v rozporu s účelem a smyslem evropské úpravy ochrany osobních údajů tak, jak ji v této záležitosti vyložil Soudní dvůr Evropské unie.“
Dle názoru Jakuba Míška a Jakuba Harašty medializací "může v rámci přípravného řízení trestného či trestního stíhání dojít ke značné újmě na právech obviněného či žalovaného. Fakticky pak může dojít k narušení presumpce neviny medializací v duchu zmíněného rozhodnutí Nejvyššího soudu. Informace, které vedly k této faktické negaci presumpce neviny jsou na internetu dostupné i po zprošťujícím rozsudku. Postup podle rozhodnutí Google Spain tak umožňuje promítnout osvobozující rozsudek soudu do mediální sféry. V ní je často posledním „úkonem“ informování o zahájení vyšetřování nebo trestního stíhání."

## Kritika
Někdy je toto právo označováno jako cenzura. Vyjádřil se tak ku příkladu zakladatel Wikipedie Jimmy Wales.

## Příklady využití
Asi nejznámějším příkladem[zdroj⁠?!] použití práva na zapomnění je případ, kdy se Mario Costeja González domohl u Soudního dvora EU odstranění stránky La Vanguardia z výsledků vyhledávání španělského Googlu.
Dle serveru Živě.cz byl jednou z prvních odstraněných internetových stránek článek ekonomického editora BBC Roberta Pestona, který uveřejnil na svém blogu v roce 2007. V tomto případě šlo odstranění odkazu z vyhledávání v případu bývalého generálního ředitele banky Merrill Lynch, kdy článek BBC pojednával o jeho propuštění poté, co vyšlo najevo, že investiční banka má miliardové ztráty. Redaktor se nejprve domníval, že osobou, která žádost podala a je tedy dotčenou osobou byl právě jmenovaný ředitel banky, neboť byl jedinou osobou uvedenou jmenovitě v článku. Svůj omyl zjistil až později, neboť jak uvádí David Slížek ve svém článku: "o výmaz nemusel zažádat člověk jmenovaný v textu, ale i kdokoli, jehož jméno se jen objevilo v diskusi pod článkem." 
Úspěšný byl také investor, který dosáhl odstranění odkazu na článek Wall Street Journalu z roku 1998, kde se psalo o jeho účasti v semináři tantrického sexu.  Google uznal za oprávněnou také žádost belgického občana, který byl odsouzen za závažný trestný čin, ale odvolacím soudem byl osvobozen.
Google sám na svých stránkách uvádí příklady žádostí, které dostává včetně výsledku posouzení těchto žádostí. Google neuvedl osobní údaje žadatelů, pouze stát, z kterého žádost přišla. Jako příklady užití práva na zapomnění Google uvedl následující:
- Osoba, která byla v posledních pěti letech odsouzena za závažný trestný čin, ale jejíž odsouzení bylo poté zrušeno v odvolacím řízení, požádala, aby Google článek o tomto incidentu odstranil. Ze seznamu výsledků vyhledávání byl odstraněn odkaz na stránku, který se objevoval po zadání jména této osoby.
- Odborník na finance požádal o odstranění více než deseti odkazů na stránky pojednávající o jeho zatčení a odsouzení za finanční podvody. Příslušné stránky z výsledků vyhledávání nebyly odstraněny.
- Prominentní podnikatel nás požádal o odstranění článků o jeho soudním sporu s novinami. Příslušné stránky z výsledků vyhledávání nebyly odstraněny.
- Kněz odsouzený za držení dětské pornografie nás požádal o odstranění článků, které informovaly o jeho odsouzení a vyloučení z církve. Příslušné stránky z výsledků vyhledávání nebyly odstraněny.
- Pár, který byl obviněn z podvodu, nás požádal o odstranění článků o tomto trestném činu. Příslušné stránky z výsledků vyhledávání nebyly odstraněny.
- Politický aktivista, který byl pobodán na protestní akci, požádal o odstranění článku o tomto incidentu. Ze seznamu výsledků vyhledávání byl odstraněn odkaz na stránku, který se objevoval po zadání jména oběti.
- Oběť znásilnění podala žádost o odstranění odkazu na zpravodajský článek o tomto zločinu. Příslušná stránka byla z výsledků vyhledávání získaných po zadání jména této osoby odstraněna.
- Učitel odsouzený za méně závažný trestný čin před více než 10 lety požádal o odstranění článku o příslušném odsouzení. Ze seznamu výsledků vyhledávání byly odstraněny odkazy na stránky, které se objevovaly po zadání jména této osoby.
- Jedna žena požádala, aby z výsledků vyhledávání byly odstraněny odkazy na stránky, na nichž je uvedena její adresa. Ze seznamu výsledků vyhledávání byl odstraněn odkaz na stránku, který se objevoval po zadání jejího jména.
- Jedna žena podala žádost o odstranění několik desítek let starého článku o vraždě jejího manžela, který obsahoval její jméno. Ze seznamu výsledků vyhledávání byl odstraněn odkaz na stránku, který se objevoval po zadání jejího jména.
- Od jedné oběti znásilnění dostal Google žádost o odstranění odkazu na zpravodajský článek o tomto zločinu. Ze seznamu výsledků vyhledávání byl odstraněn odkaz na stránku, který se objevoval po zadání jména této osoby.
- Jeden uživatel zaslal několik žádostí o odstranění 20 odkazů na nedávné články o jeho zatčení za finanční podvody spáchané v rámci výkonu zaměstnání. Příslušné stránky z výsledků vyhledávání nebyly odstraněny.
- Jedna oběť trestného činu zaslala žádost o odstranění tří odkazů souvisejících se zločinem, který se stal před několika desítkami let. Ze seznamu výsledků vyhledávání byl odstraněn odkaz na stránku, který se objevoval po zadání jejího jména.
- Jeden uživatel požádal o odstranění odkazů na internetové články pojednávající o jeho propuštění z důvodu sexuálního obtěžování na pracovišti. Příslušné stránky z výsledků vyhledávání nebyly odstraněny.
- Jeden člověk požádal, aby byl odstraněn odkaz na zpravodajský článek s přehledem rozhodnutí místního magistrátu, který zahrnoval odsuzující rozsudek vůči tomuto člověku. Podle zákona Spojeného království o rehabilitaci pachatelů již toto odsouzení bylo zahlazeno. Ze seznamu výsledků vyhledávání byl odstraněn odkaz na stránku, který se objevoval po zadání jeho jména.
- Jeden mediální odborník požádal o odstranění čtyř odkazů na články pojednávající o ztrapňujícím obsahu, který zveřejnil na internetu. Příslušné stránky z výsledků vyhledávání nebyly odstraněny.
- Jeden lékař požádal o odstranění více než 50 odkazů na novinové články o jedné neodborně provedené proceduře. Tři stránky, které obsahovaly osobní údaje lékaře, ale nezmiňovaly příslušnou proceduru, byly z výsledků vyhledávání pro jeho jméno odstraněny. Zbývající odkazy na zprávy o této události ve výsledcích vyhledávání zůstaly.
- Jeden uživatel podal žádost o odstranění více než 50 odkazů na články a příspěvky na blozích, které pojednávají o pobouření veřejnosti, jež vyvolalo obvinění, že tento uživatel zneužíval sociální dávky. Příslušné stránky z výsledků vyhledávání nebyly odstraněny.
- Jedna uživatelka požádala o odstranění odkazu na stránku, jejíž autoři převzali fotku této uživatelky, kterou sama zveřejnila, a publikovali ji. Příslušné stránky byly z výsledků vyhledávání získaných po zadání jejího jména odstraněny.
- Jeden uživatel požádal o odstranění odkazu na kopii oficiálního dokumentu zveřejněného státním úřadem, který pojednává o podvodech spáchaných tímto uživatelem. Příslušná stránka z výsledků vyhledávání nebyla odstraněna.
- Jeden veřejný činitel požádal o odstranění odkazu na petici jedné studentské organizace, která požaduje jeho odstoupení. Příslušná stránka z výsledků vyhledávání nebyla odstraněna.
- Jeden bývalý duchovní požádal o odstranění dvou odkazů na články o vyšetřování obvinění ze sexuálního zneužívání, ke kterému mělo docházet v době, kdy vykonával kněžskou službu. Příslušné stránky z výsledků vyhledávání nebyly odstraněny.

V Česku byli například se svou žádostí úspěšní žadatelé zastoupení pražským advokátem Janem Vargou, kteří byli zproštěni obvinění, a to po 624 dnech strávených neoprávněně ve vazbě, kdy mediální publicita měla dle jeho slov negativní následky. Jak uvedl, v obecné rovině jde o případy, kdy je někdo neoprávněně obviněn z trestného činu a záležitost za sebou zanechá mediální otisk.  Dále bylo tohoto práva využito např. ve prospěch studenta práv, který byl dříve v rámci kauzy Modrá hvězda nepravomocně odsouzen k podmíněnému trestu. Český rozhlas upozornil, že Google skryl předmětný článek pouze v evropské mutaci svého vyhledávače, a navíc jen z výsledků vyhledávání obsahujících jméno dotčené osoby, což umožňuje vylučovacím způsobem určit, o kterého z odsouzených nejspíše jde. Ukázal na Michala Fidru. Toto jméno uvedl i Jan H. Vitvar z Respektu, který se ho dovtípil stejným způsobem. Podle Radia Wave může odstranění z vyhledávání vyvolat pravý opak zamýšleného, tzv. efekt Barbry Streisandové.
Dále bylo tohoto práva využito např. v kauze největší poštovní loupeže v dějinách české kriminalistiky. Google odstranil článek z roku 2002 informující o osvobozujícím rozsudku pro trojici obžalovaných, jimž nebyla prokázána vina. Český rozhlas uvedl, že Google opět skryl předmětný článek pouze v evropské mutaci svého vyhledávače a navíc nevzal v potaz skloňování jmen dotčených osob.
Šéfredaktor Lupa.cz David Slížek k identifikaci dotčených osob uvedl, že „Google nezveřejňuje, kdo žádost podal. A uhodnout žadatele na základě textu nemusí být tak jednoduché, jak se zdá.“
Mezi další servery, jejichž článek byl odstraněn z výsledku vyhledávání, je iDNES.cz. Člen představenstva mediální skupiny MAFRA Michal Hanák uvedl, že Google upozornil společnost na odstranění odkazu na článek celkem v pěti případech. Šlo například o článek Bonuswebu informující o možnostech počeštění programu, dále o fotografii, která byla zaslána do soutěže a dotčená žena později nechtěla, aby snímek na internetu zůstal. Odstranění z výsledků vyhledávání se dotklo také článku z blogu [Pooh.cz] o facebookových profilech zaměstnanců Telefónica O2. Vydavatelství Czech News Center také musely být odstraněny odkazy na články týkající se bulvárního serveru Ahaonline.cz.
Týdeník Respekt 9. prosince 2014 informoval o svém prvním textu skrytém z výsledků vyhledávače Google, jímž se stala anglická verze článku Jaroslava Spurného a Marka Pokorného Korupce a trest z 15. dubna 2002. Při té příležitosti uvedl, že podle tehdejších posledních informací Google obdržel celkem 182 tisíc žádostí o smazání více než 655 tisíc odkazů, z toho 1893 žádostí o smazání téměř 8 tisíc odkazů přišla z ČR. Asi dvě třetiny z nich byly zamítnuty. Redaktorka Silvie Lauder přitom poukázala na netransparentnost celého procesu, a to na příkladu antisemitského komentáře Adama B. Bartoše ze serveru Prvnizpravy.cz, který ji mimo jiné obviňoval ze lži a dle autorčina soudu poškozoval její profesní pověst, Google však stížnosti nevyhověl.